# بوكيمون ميني

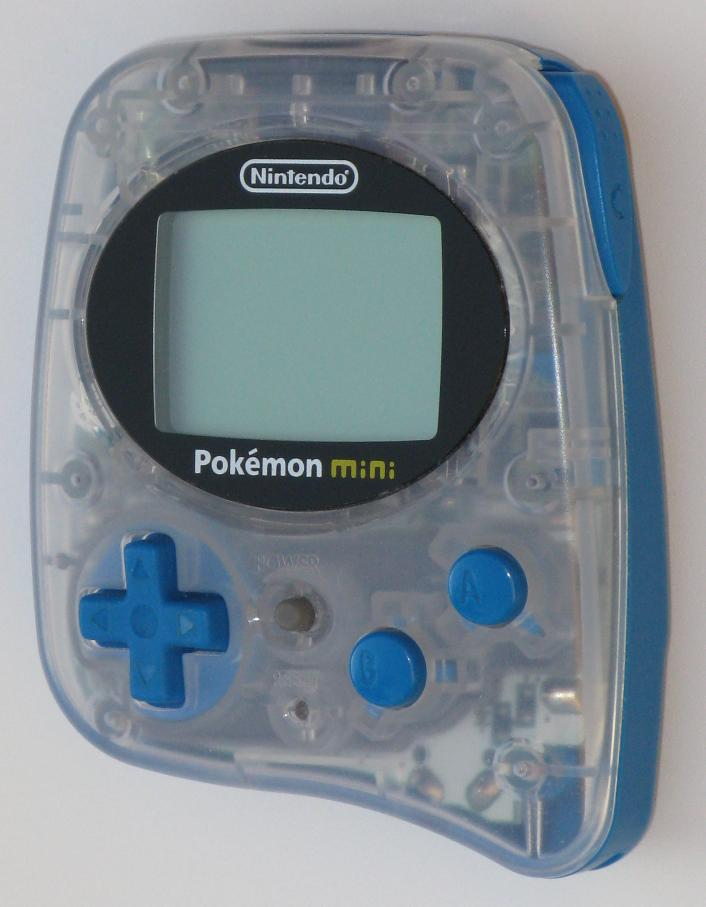
جهاز حويسب بوكيمون ميني مصغرة.

بوكيمون ميني (بالإنجليزية: Pokémon Mini)‏، هي جهاز حويسب مصغر أنتجها شركة نينتندو اليابانية، صدرت في الأسواق مابين عامي 2001 و2002، وهي الإصدار الثاني للعبة المصغرة، حيث صدرت في السوق للمرة الأولى باسم بوكيمون بيكاتشو.

## المواقع الخارجية
- Pokémon mini page on Nintendo's official Japanese site نسخة محفوظة 16 ديسمبر 2002 على موقع واي باك مشين. (باليابانية)
- Pokémon-Mini.net - Pokémon Mini Database and Dev Site by Team Pokémé
- Pokémon mini development Wiki (technical information)
- Pokémon Mini نسخة محفوظة 1 ديسمبر 2019 على موقع واي باك مشين. at NinDB